# EN 60601-2-7
Die EN 60601-2-7 mit dem Titel „Medizinische elektrische Geräte – Teil 2-7: Besondere Festlegungen für die Sicherheit von Röntgengeneratoren von diagnostischen Röntgenstrahlenerzeugern“ ist Teil der Normenreihe EN 60601.
Herausgeber der DIN-Norm DIN EN 60601-2-7 ist das Deutsche Institut für Normung.
Die Norm basiert auf der internationalen Fassung IEC 60601-2-7. Im Rahmen des VDE-Normenwerks ist die Norm als VDE 0750-2-7 klassifiziert, siehe DIN-VDE-Normen Teil 7.
Diese Ergänzungsnorm regelt allgemeine Festlegungen für die Sicherheit, Prüfungen und Richtlinien von diagnostischen Röntgenstrahlenerzeugern.

## Gültigkeit
Die deutsche Ausgabe 4.2001 ist ab ihrem Erscheinungsdatum als Deutsche Norm angenommen.
- Die aktuelle Fassung (3.2000) ist korrespondierend mit der 2. Ausgabe der DIN EN 60601-1 anzuwenden.
- Es wurde noch kein Entwurf für die 3. Ausgabe der DIN EN 60601-1 veröffentlicht.

## Anwendungsbereich
Diese besonderen Festlegungen gelten für Röntgengeneratoren von Röntgenstrahlerzeugern für die medizinische Diagnostik sowie für ihre Baugruppen einschließlich der folgenden Ausführungen:
- Röntgengeneratoren, die einen Röntgenstrahler enthalten,
- Röntgengeneratoren von Strahlungstherapie-Simulatoren.

Wenn erforderlich, werden Anforderungen für Röntgenstrahlerzeuger angegeben, jedoch nur so weit, wie sie die Funktion des zugehörigen Röntgengenerators betreffen.
Diese Norm gilt nicht für
- Kondensatorgeneratoren (diese werden in EN 60601-2-15 behandelt)
- Röntgengeneratoren für die Mammographie
- Röntgengeneratoren für die rekonstruktive Tomographie

## Zusatzinformation
Folgende geänderte Anforderungen sind in der EN 60601-2-7 enthalten (Auszug):
- Schutz vor übermäßiger Strahlung
- Genauigkeit der Betriebsdaten
- Schutz vor gefährlichen Ausgangswerten